# Мур, Мелисса
Мелисса Мур (англ. Melissa Moore; род. 22 мая 1996 года в Далласе, Техас, США) — американская порноактриса.

## Карьера
Обладает мексиканскими корнями. Во время обучения в средней школе в Ричардсоне, штат Техас, работала в театре с различным оборудованием. Потеряла девственность в 16 лет. Работала официанткой в ресторане под названием Bone Daddy’s.
Через бывшую порноактрису (также из Далласа) и её бойфренда связалась с антрепренёром Марком Шпиглером. Начала карьеру в порноиндустрии осенью 2015 года в возрасте 19 лет. Первой снятой сценой в порно стала межрасовая сцена секса для студии Josh Stone Productions.
В конце октября 2016 года Мелисса, вместе с Шанель Харт, была выбрана для церемонии награждения XBIZ Award 2017 в качестве Trophy Girl.
В декабре 2017 года была названа порносайтами Cherry Pimps и Girlsway как Cherry of the Month и Girl of the Month соответственно.
Вместе с Адрией Рэй и Эльзой Джин была в конце января 2018 года награждена премией AVN Awards за лучшую лесбийскую групповую сцену в фильме Best New Starlets 2017.
По данным сайта IAFD на март 2018 года, снялась в более чем 200 порнофильмах.
Её интересы представляет агентство талантов Spiegler Girls.

## Награды и номинации
| Год  | Награда                    | Результат | Категория | Фильм                    |
| ---- | -------------------------- | --------- | --- | ------------------------ |
| 2016 | AVN Award                  | Номинация | Награда поклонников: самый горячий новичок | н/д                      |
| 2017 | AVN Award                  | Номинация | Лучшая новая старлетка | н/д                      |
| 2017 | AVN Award                  | Номинация | Лучшая сцена триолизма (Д/Д/П) (вместе с Кейраном Ли и Райли Рид) | Sibling Rivalry 1        |
| 2017 | Spank Bank Award           | Победа    | Ценитель рогоносцев года | н/д                      |
| 2017 | Spank Bank Technical Award | Победа    | Самый скрытный извращенец | н/д                      |
| 2017 | Urban X Award              | Номинация | Лучшая исполнительница | н/д                      |
| 2017 | Urban X Award              | Номинация | Оргазмическая оралистка | н/д                      |
| 2017 | XBIZ Award                 | Номинация | Лучшая новая старлетка | н/д                      |
| 2018 | AVN Award                  | Номинация | Лучшая актриса | The Voyeur               |
| 2018 | AVN Award                  | Победа    | Лучшая лесбийская групповая сцена (вместе с Адрией Рэй и Эльзой Джин) | Best New Starlets 2017   |
| 2018 | AVN Award                  | Номинация | Лучшая лесбийская групповая сцена (вместе с Бри Дэниелс, Далией Скай, Дарси Дольче, Каденс Люкс, Кимми Грейнджер, Кристен Скотт, Сарой Лав, Сереной Блэр и Эй Джей Эпплгейт) | The Faces of Alice       |
| 2018 | AVN Award                  | Номинация | Лучшая лесбийская групповая сцена (вместе с Джорджией Джонс, Еленой Йенсен, Картер Круз и Эбигейл Мэк)                                                                       | Vampires                 |
| 2018 | AVN Award                  | Номинация | Лучшая лесбийская сцена (вместе с Вероникой Родригес) | Kristen Scott’s Skip Day |
| 2018 | AVN Award                  | Номинация | Лучшая оральная сцена (вместе с Брэдом Хартом, Райаном Маклейном, Филти Ричем, Чедом Альвой и Эриком Джоном)                                                                 | My First Blowbang!       |
| 2018 | AVN Award                  | Номинация | Лучшая сцена секса парень/девушка (вместе с Маркусом Дюпри) | Cuties 10                |
| 2018 | Fleshbot Award             | Номинация | Лучшая лесбийская сцена (вместе с Джорджией Джонс, Еленой Йенсен, Картер Круз и Эбигейл Мэк)                                                                                 | Vampires Part 1          |
| 2018 | Spank Bank Award           | Победа    | Лучший специалист года по сексу втроем | н/д                      |
| 2018 | Spank Bank Technical Award | Победа    | Самая организованная Мегера | н/д                      |
| 2018 | XCritic Award              | Номинация | Лучшая лесбийская сцена (вместе с Дженной Сативой и Джиной Валентиной) | Body Snatched            |
| 2019 | AVN Award                  | Номинация | Лучшая лесбийская групповая сцена (вместе с Сереной Блэр и Шайлой Дженнингс)                                                                                                 | The Breast Doctor Around |
| 2019 | AVN Award                  | Номинация | Лучшая сцена группового секса (вместе с Джилл Кэссиди, Жаном Валь Жаном и Райли Рид)                                                                                         | New Year’s Kiss          |
| 2019 | Fleshbot Award             | Номинация | Лучшая сцена группового секса (вместе с Сереной Блэр и Шайлой Дженнингс) | The Breast Doctor Around |

## Избранная фильмография
- 2015 — Temporary Dates 3
- 2015 — White ’N Tight
- 2016 — Friends and Lovers
- 2016 — Girl Next Door Likes It Dirty 10
- 2016 — How To Train A Delinquent Teen 4
- 2016 — I Fucked My Black Stepbrother 2
- 2016 — Manuel Ferrara’s Ripe
- 2016 — Sloppy Massage Sluts
- 2017 — Cuties 10
- 2017 — Happy Endings 2
- 2017 — Step Siblings Caught 9
- 2017 — Swallowed 4